# Dolmen de Viera
Der Dolmen de Viera (auch Cueva de Viera) bei Antequera (Andalusien) gehört zu den bedeutendsten Bauten der neolithischen Architektur in Europa. Mit dem Dolmen de Menga und dem etwa 1,7 Kilometer entfernten Tholos de El Romeral bildet er ein einzigartiges Ensemble steinzeitlicher Bauten. Die Antequera Dolmen Sites wurde im Juni 2016 in die Liste des Weltkulturerbe der UNESCO aufgenommen.

## Lage
Der Dolmen de Viera liegt im Osten von Antequera, nur etwa 90 Meter südwestlich des Dolmen de Menga.

## Datierung
Die Datierung des Bauwerks ist unklar – die ältere Forschung befürwortete ein Alter von etwa 4000 bis 4500 Jahren, während man in letzter Zeit eine deutlich frühere Datierung und damit ein deutlich höheres Alter von etwa 5000 bis 5500 Jahren annimmt. In jedem Fall dürften die Bauten des Dolmen de Menga und des Dolmen de Viera nicht nur räumlich, sondern auch zeitlich nahe beieinander liegen. Der Dolmen de Viera wurde in den Jahren 1903/05 von den Brüdern Antonio und José Viera entdeckt und trägt ihren Namen.

## Architektur

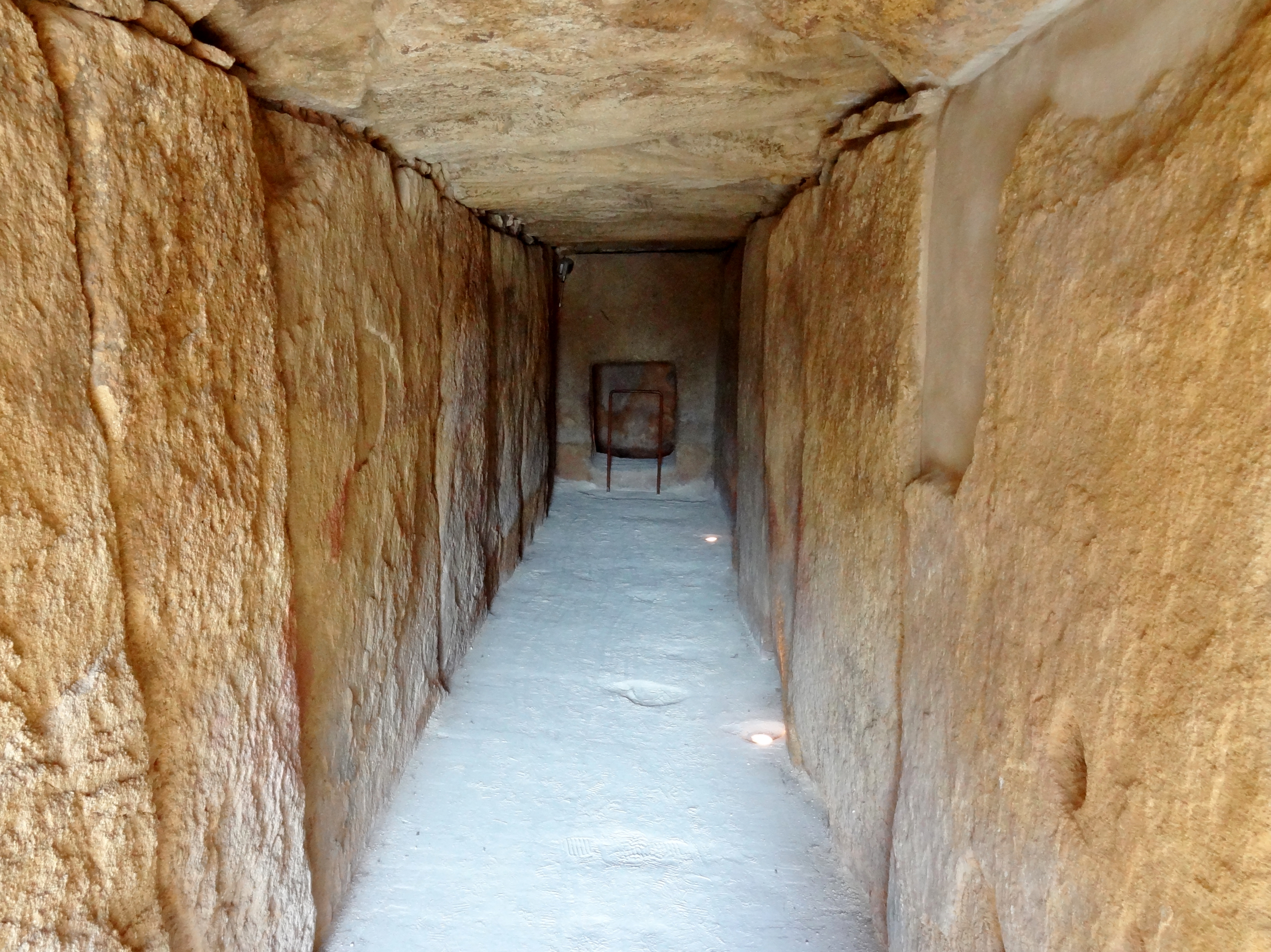
Gang und Lochstein am Eingang zur Grabkammer

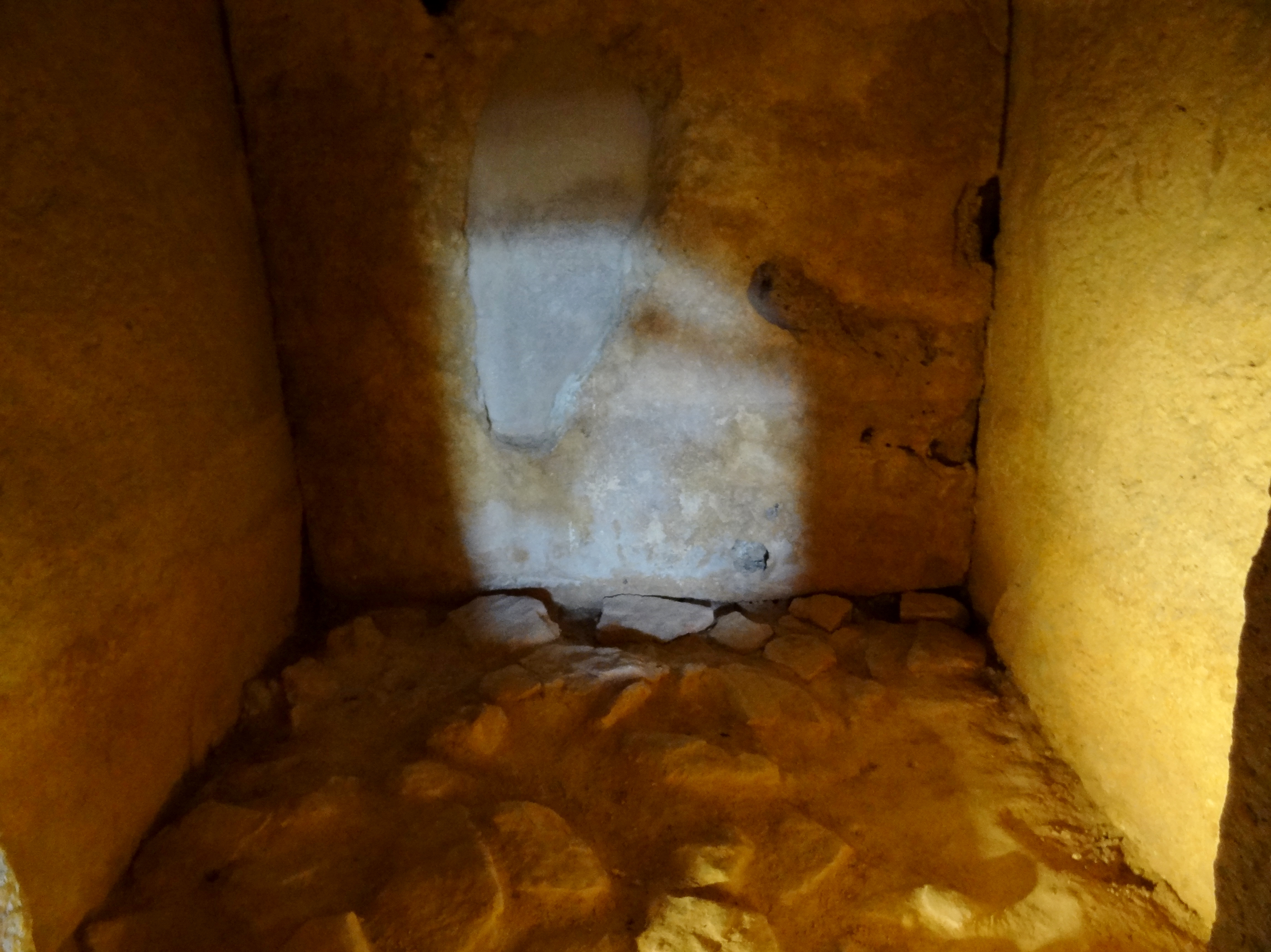
Grabkammer

Das Hügelgrab (Tumulus) des Dolmen de Viera, aufgeschichtet aus mit Erdreich abgedeckten kleinen Steinen, hat einen Durchmesser von etwa 50 Metern. Ins Innere des Hügels führt ein, stets unverschlossener, Gang, der nach Ostsüdost ausgerichtet ist (Azimut 96°), d. h. in etwa auf den Höchststand der Sonne im Juni, deren Strahlen dann in der Morgendämmerung immer noch den Gang beleuchten. Ein Teil des Tumulus ist im Laufe der Zeit – wahrscheinlich von Regen und Wind – abgetragen worden, so dass die Megalithen im vorderen Gangbereich der Witterung ausgesetzt waren, was zu erheblichen Zerstörungen führte. Die Restaurierung des Eingangsbereichs nimmt die ursprünglichen Maße in etwa auf und zeigt auch die halbzerstörten Orthostaten und Decksteine.
Der ursprünglich etwa 22 Meter lange Gang zur Grabkammer hat infolge fehlender Steine am Eingang heute noch eine Länge von etwas über 21 Meter. Er wurde aus exakt behauenen und aneinandergefügten großen Steinblöcken (Megalithen) errichtet, wahrscheinlich an jeder Seite sechzehn, von denen an der linken Wand noch vierzehn und rechts fünfzehn vorhanden sind. Von den Decksteinen sind noch fünf intakt und zwei unvollständig erhalten, drei oder vier fehlen. Der Gang hat im vorderen Bereich eine Breite von etwa 1,30 Metern, an der Grabkammer von 1,60 Metern; die durchschnittliche Höhe beträgt etwas über 2 Meter. Er endet an einem quergestellten Megalithstein, in dessen Mitte sich eine etwa 60 × 80 Zentimeter große rechteckige Öffnung befindet, die manchmal auch als Seelenloch bezeichnet wird. Dahinter liegt eine gegenüber dem Gang nur geringfügig vergrößerte quadratische Grabkammer (Breite und Tiefe ca. 1,80 Meter; Höhe 2,05 Meter).